# Institut Frecker de l'université Memorial
L'Institut Frecker (en anglais : Frecker Program) est un institut universitaire de l'université Memorial de Terre-Neuve permettant une immersion en français, ayant existé de 1973 à 2001. Le programme Frecker (en anglais: Frecker Program) lui succède aujourd'hui, dispensé au sein du Francoforum de Saint-Pierre depuis 2001. 
Le programme consiste en une immersion en français d'étudiants de 2e année de l'université avec cinq cours de français "niveau 2000". L'enseignement est dispensé par des professeurs du département de langues, littératures et cultures modernes de l'université ainsi que du Francoforum,. Les étudiants de 3e et 4e années se rendent quant à eux à l'université Côte-d'Azur de Nice, ou à l'université Bretagne-Sud de Lorient, et ceux de 5e année, à l'université de Bordeaux. 
L'institut, puis le programme, sont nommés en l'honneur de George Alain Frecker, né à Saint-Pierre, et ancien chancelier de l'université Memorial. L'Institut Frecker était historiquement situé au 8 place Monseigneur Maurer, près de la cathédrale Saint-Pierre. 

## Histoire
Le 9 septembre 1974, l'Institut Frecker est inauguré par l'université Memorial de Terre-Neuve, avec l'appui du Gouvernement français et de la Préfecture de Saint-Pierre et Miquelon. Un premier groupe de treize étudiants canadiens est accueilli par cette nouvelle antenne de l'université. La direction de l'institut universitaire est confiée à Félix Park, membre du département de français de l’université Mémorial.
En décembre 1982, les étudiants de l'Institut Frecker traduisent l'hymne national officiel de Terre-Neuve-et-Labrador « Ode to Newfoundland », écrit en 1902 par sir Cavendish Boyle, gouverneur de Terre-Neuve.
En 2001, l'Institut Frecker est rebaptisé « programme Frecker » à l'occasion de son déménagement du bâtiment historique de l'Institut Frecker à l'institut français d’études linguistiques Francoforum de Saint-Pierre à la suite de « travaux de rénovation ».
En 2003, le service de l'Éducation nationale de Saint-Pierre et Miquelon signe une convention de partenariat avec l'Institut Frecker de l'université Memorial pour le recrutement d'un assistant étranger de langue au lycée Letournel de Saint-Pierre.
En 2020, la Collectivité territoriale manifeste son souhait d'acquérir l'ancien bâtiment de l'Institut Frecker, situé au 8 place Monseigneur Maurer, pour la somme de 450 000 euros.
Le 9 décembre 2023, le département des langues, littératures et cultures modernes de l'université Memorial célèbre les cinquante ans du programme d'immersion française Frecker, avec l'organisation du Frecker Jubilee auquel ont participé les différents directeurs du programme, tels que Maurice Champdoizeau, Gérard Castagné, Roger Ozon, Nell Ozon, Anne Thareau, Sarah Martin ou encore Scott Jamieson.  